# Talicada buruana
Talicada buruana är en fjärilsart som beskrevs av Holland 1900. Talicada buruana ingår i släktet Talicada och familjen juvelvingar. Inga underarter finns listade i Catalogue of Life.